# Kohlhaas oder die Verhältnismäßigkeit der Mittel
Kohlhaas oder die Verhältnismäßigkeit der Mittel ist der Diplomfilm von Regisseur Aron Lehmann aus dem Jahr 2012. Gedreht wurde er im Nördlinger Ries, wo Lehmann aufgewachsen ist, so in Holzkirchen, Maihingen, Ederheim und auf Burg Niederhaus.

## Handlung
Nach einem Tag Drehzeit wird einem Filmteam, das Heinrich von Kleists Novelle Michael Kohlhaas in einem bayrischen Dorf verfilmen möchte, mitgeteilt, dass die finanzielle Förderung entzogen wird. Der Regisseur beschließt daraufhin, den Film mit vorhandenen Objekten (Kühen statt Pferden, Bäumen statt gegnerischen Soldaten …) trotzdem zu drehen.

## Kritik
„[…] eine hinreißend komische Liebeserklärung ans Filmemachen, in der Fantasie und Enthusiasmus als treibende Kräfte beschworen werden.“

„Durchweg charakterisiert sich Kohlhaas durch irritierende Stimmungswechsel. Aron Lehmann versucht einerseits, ernsthaft auf die Befindlichkeiten seiner gleichnamigen Hauptfigur einzugehen, ist sich andererseits aber auch für keine possenhafte Situationskomik zu schade. Nach und nach wandelt sich der Film zu einem merkwürdigen Gebilde, das sich erratisch durch Ebenen der Realität bewegt. Fühlt sich der Zuschauer kurz zuvor noch peinlich berührt von einigen der pseudo-dokumentarischen Aufnahmen, sieht er sich mit einem Male einer surrealen Traumhaftigkeit und seltsamen Poetik gegenüber. Mit diesen einander untergrabenden Kontrastierungen erreicht es der Film aber, wenn auch etwas überspitzt, die Kluft zwischen der Wunschvorstellung vom großen Epos und der bitteren Situation zu verdeutlichen.“

Wolfgang Hamdorf lobte den Film als „unterhaltsame Tragikomödie“.

## Auszeichnungen und Preise
- Publikumspreis beim Filmfestival Max Ophüls Preis 2013
- Festival des deutschen Films, Filmkunstpreis 2013
- Filmkunstfest Mecklenburg-Vorpommern, Nachwuchsförderpreis der DEFA-Stiftung 2013
- Deutsche Film- und Medienbewertung (FBW), Prädikat besonders wertvoll[5]